# SMS Blücher (1908)
Pour les articles homonymes, voir Blücher.
Le SMS Blücher est un croiseur cuirassé construit pour la Kaiserliche Marine (marine impériale allemande). Il porte le nom du maréchal prussien von Blücher.

## Historique

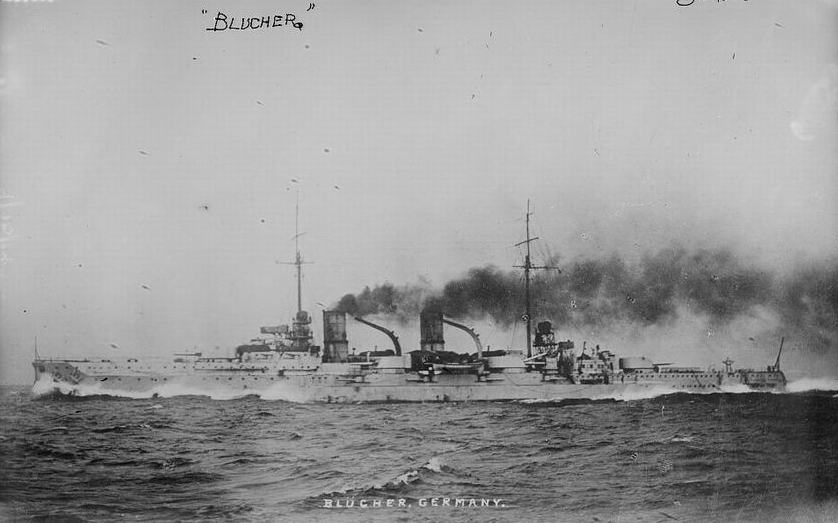
Le Blücher à pleine vitesse

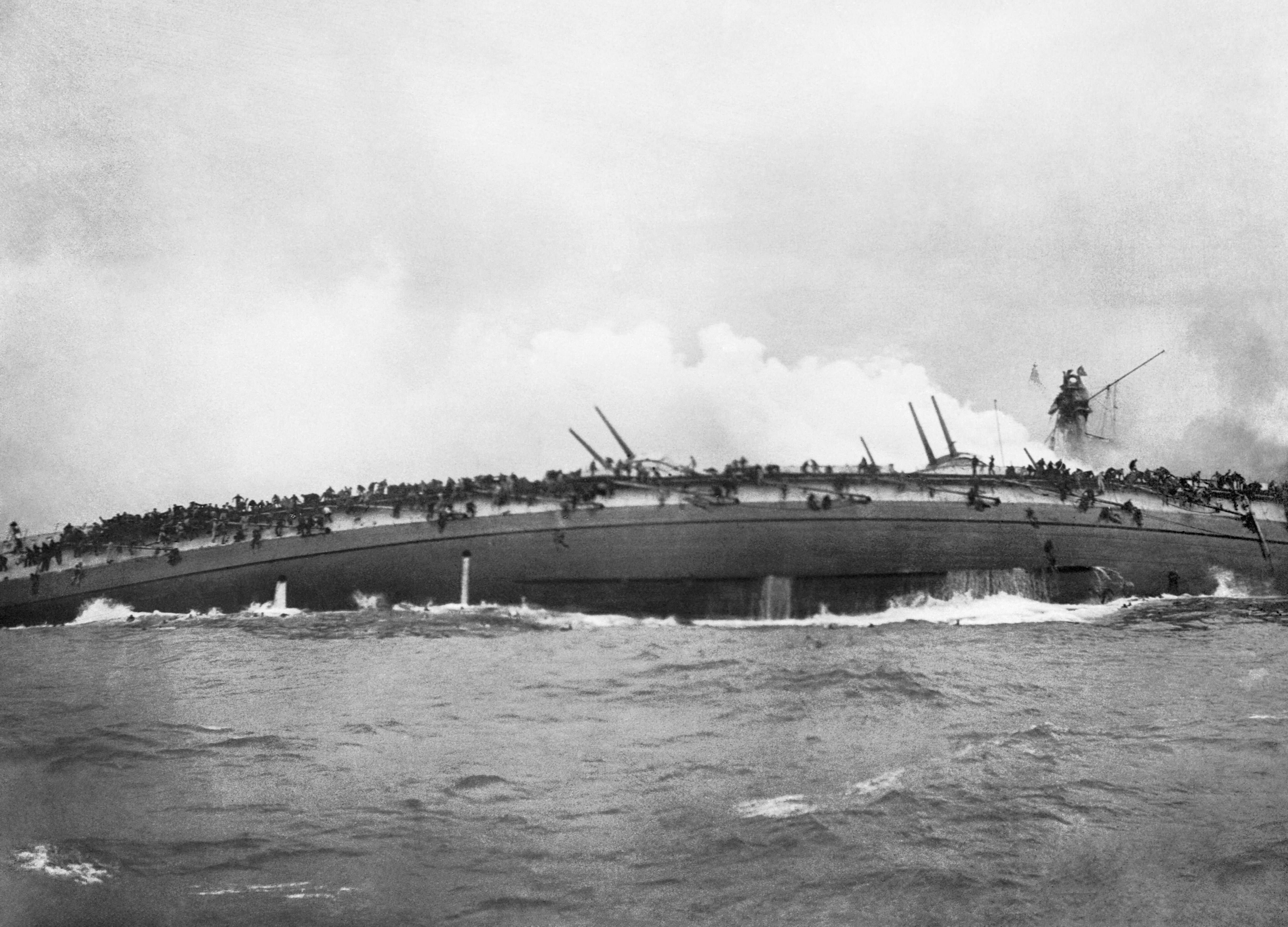
Le Blücher chavire le 25 janvier 1915

La construction de ce bâtiment fut liée à la course aux armements, dans les années précédant la Première Guerre mondiale, entre l'Allemagne et la Grande-Bretagne.
Mis en chantier en février 1907, il devait être le premier d'une série de six croiseurs cuirassés équipés de 12 canons de 210 mm. Or l'année précédente le Royal Navy avait mis en chantier des croiseurs de bataille de la classe Invincible dotés de 8 pièces de 305 mm, rendant obsolète les croiseurs précédents. Une proposition de transformer le projet allemand en adaptant des canons de 280 mm ne fut pas retenue, mais le Blücher sera le seul à être construit.
Il a été lancé le 11 avril 1908 et mis en service le 24 mars 1910. Il a d'abord servi comme navire-école pour les artilleurs de 1911 à 1914. Puis il a rejoint l'escadre de l'Atlantique Nord près des croiseurs de bataille SMS Von der Tann, SMS Moltke et SMS Seydlitz, navire amiral de l'amiral von Hipper. En 1913 il est le premier navire allemand à être équipé d'un mât tripode.
Il participe à la Bataille de Heligoland le 28 août 1914, puis aux raids sur Yarmouth le 3 novembre 1914, et Scarborough, Hartlepool et Whitby le 16 décembre 1914.
Il fut coulé à la bataille du Dogger Bank en 1915.